# ۴۸۰ (خورشیدی)
۴۸۰ چهارصد و هشتادمین سال هجری خورشیدی است.